# Goldruten
Die Goldruten (Solidago), auch Goldrauten genannt, sind eine Pflanzengattung innerhalb der Familie der Korbblütler (Asteraceae). Die etwa 100 Arten sind hauptsächlich in Nordamerika verbreitet. Die einzige in Mitteleuropa heimische Art ist die Gewöhnliche Goldrute (Solidago virgaurea L.).

## Beschreibung

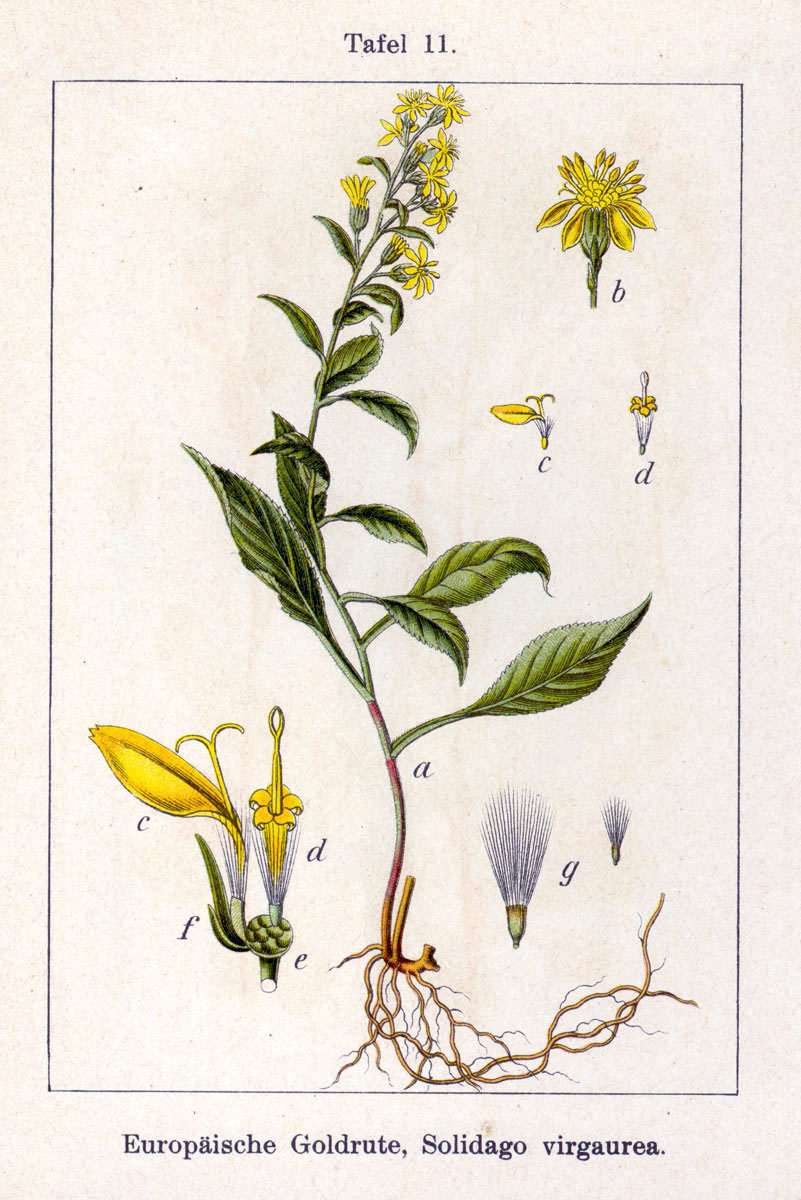
Illustration der Gewöhnlichen Goldrute (Solidago virgaurea)

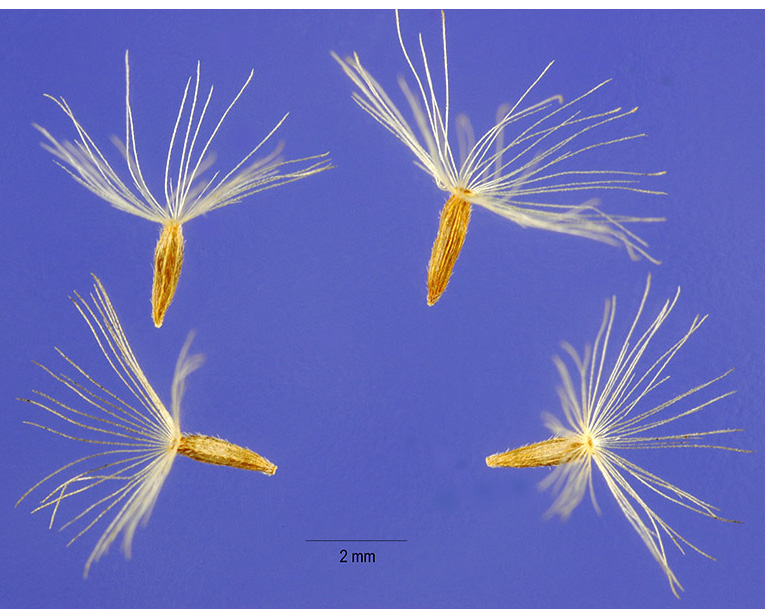
Achänen mit Pappus von Solidago sempervirens

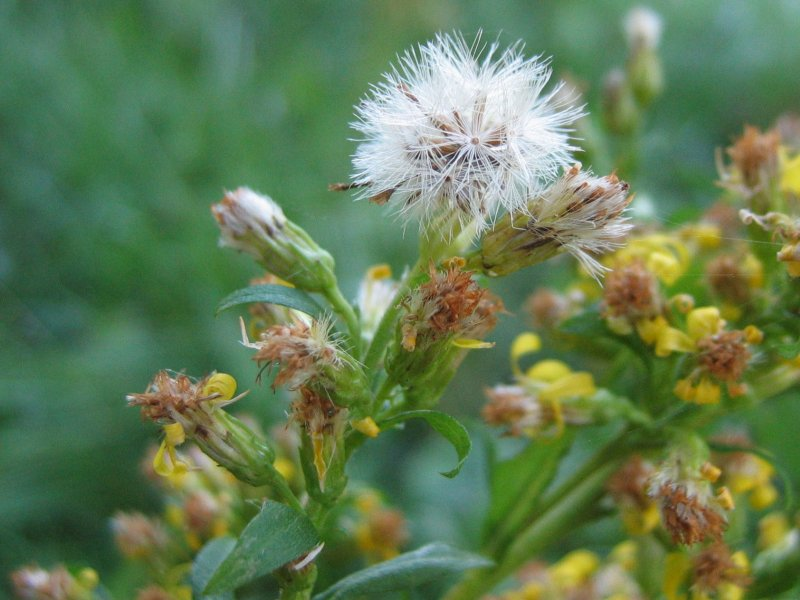
Samenstand der Gewöhnlichen Goldrute (Solidago virgaurea)

### Vegetative Merkmale
Solidago-Arten sind ausdauernde, krautige Pflanzen, die Wuchshöhen von 5 bis 100, selten bis 200 Zentimetern erreichen. Viele Arten bilden Rhizome als Überdauerungsorgane. Die Stängel sind meist aufrecht, seltener niederliegend. Manchmal sind sie verzweigt. Die Stängel sind meist glatt oder manchmal behaart (beispielsweise Solidago canadensis). Die wechselständigen, gestielten oder ungestielten Laubblätter sind einfach und glatt oder behaart. Die Blattränder sind oft gesägt.

### Generative Merkmale
In ganz unterschiedlich aufgebauten, oft auch verzweigten Blütenständen stehen meist viele (zwei bis 1500) kleine körbchenförmige Teilblütenstände; sehr selten stehen die Blütenkörbchen einzeln. Die Blütenkörbchen sind glockenförmig bis zylindrisch und weisen Durchmesser von 1,7 bis 10 Millimetern auf. Der Körbchenboden ist von zehn bis 35 Hüllblättern in drei bis fünf Reihen umgeben. Im Blütenkörbchen stehen am Rand meist zwei bis 15 (selten fehlen sie oder es sind bis zu 24) Zungenblüten und im Zentrum meist zwei bis 35 (selten bis zu 60) Röhrenblüten. Die Zungenblüten, auch Strahlenblüten genannt, sind zygomorph, weiblich, fertil, meist ungehaart und meist gelb oder selten weiß. Die radiärsymmetrischen Röhrenblüten, auch Scheibenblüten genannt, sind gelb, zwittrig, fertil und fünfzähnig.
Die Achänen weisen meist acht bis zehn Rippen auf. Der Pappus besteht aus 25 bis 45 Borsten in zwei Reihen; manchmal sind die Borsten zusätzlich von 0,25 bis 0,5 Millimeter langen Schuppen umgeben.

## Ökologie
Bei den Solidago-Arten handelt es sich um Hemikryptophyten. Vegetative Vermehrung erfolgt durch Rhizome.
Die Ausbreitung der Diasporen, es handelt sich um die Achänen, erfolgt durch den Wind.
Insbesondere die Kanadische Goldrute (Solidago canadensis) zeigt ausgeprägte allelopathische Effekte: Phenolische, flavonoide und saponinhaltige Wurzelexsudate hemmen Keimung und Wachstum vieler Begleitarten und verschaffen der Art so einen deutlichen Konkurrenzvorteil, der in Europa noch stärker ausgeprägt ist als im nordamerikanischen Ursprungsareal. Dieser chemische Einfluss wird durch Wechselwirkungen mit dem Bodenmikrobiom weiter modifiziert, weil Mikroorganismen die Toxizität der Exsudate verstärken oder abschwächen können.
Untersuchungen an sechs koexistierenden Goldrutenarten in nordamerikanischen Prärien zeigen zudem, dass Unterschiede in Samenmasse, Pappusgröße und Keimstandort eine Nischendifferenzierung entlang von Bodenfeuchte-Gradienten ermöglichen.

## Systematik und Verbreitung

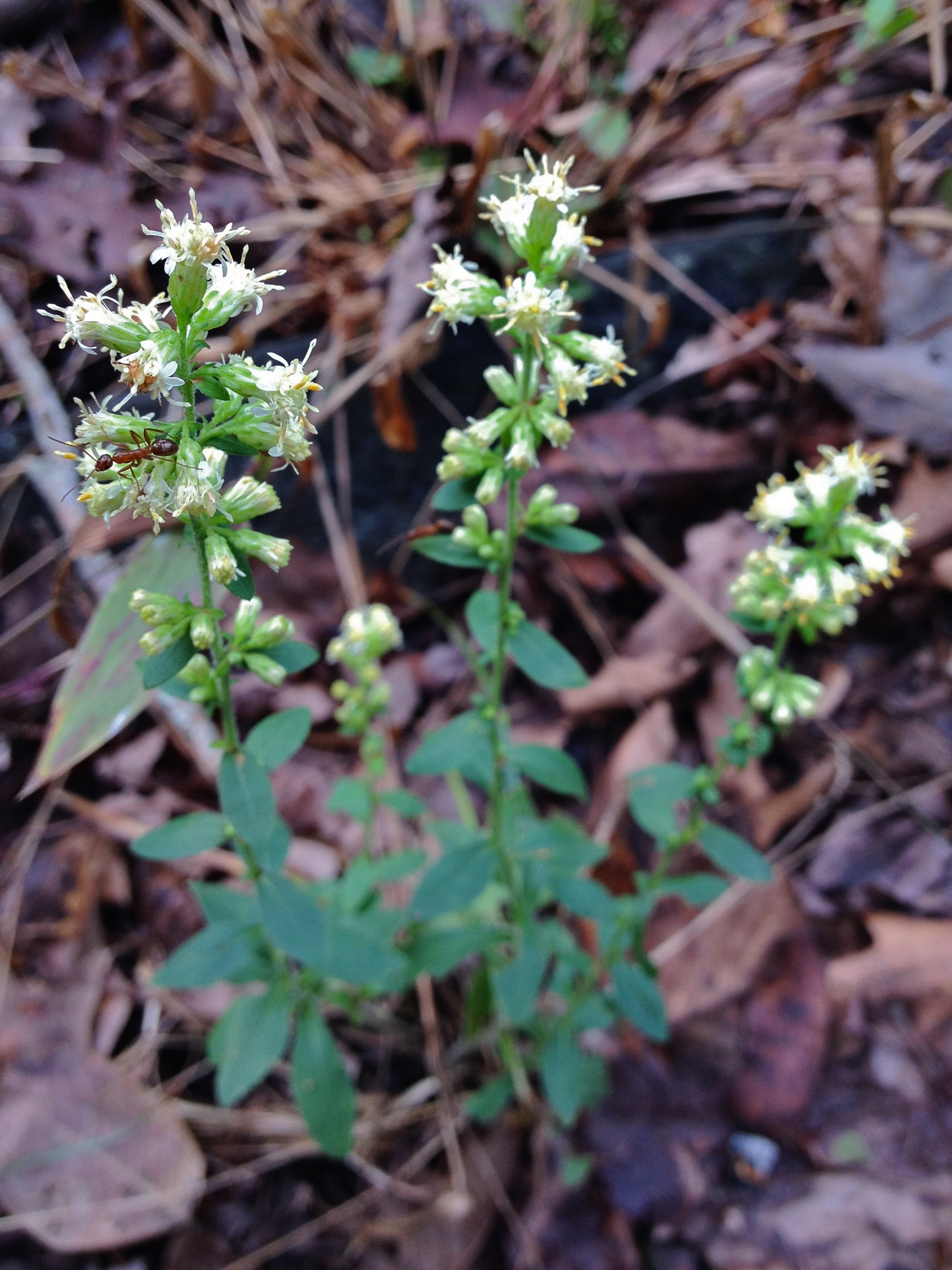
Solidago bicolor

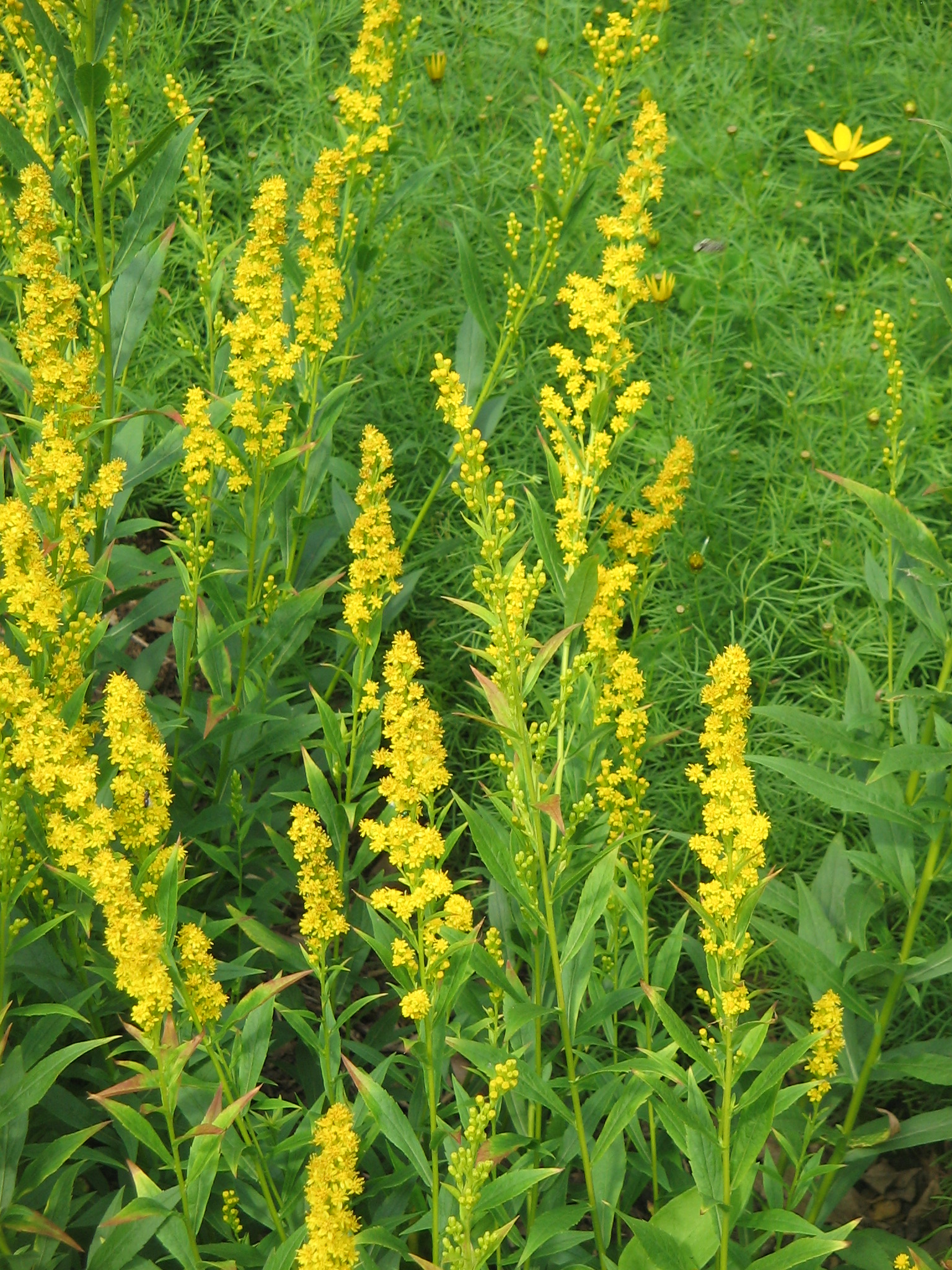
Blütenstände von Solidago caesia

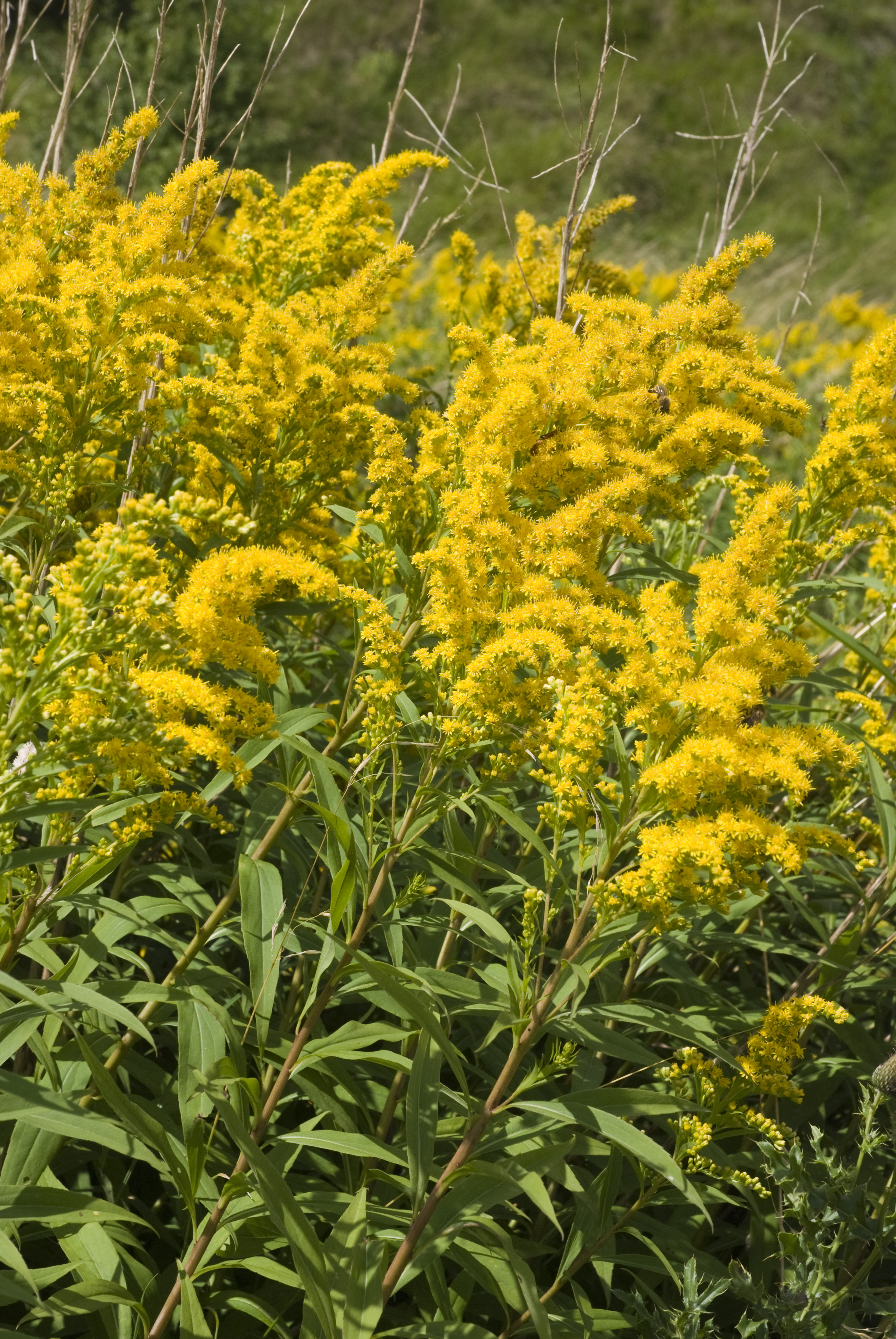
Kanadische Goldrute (Solidago canadensis)

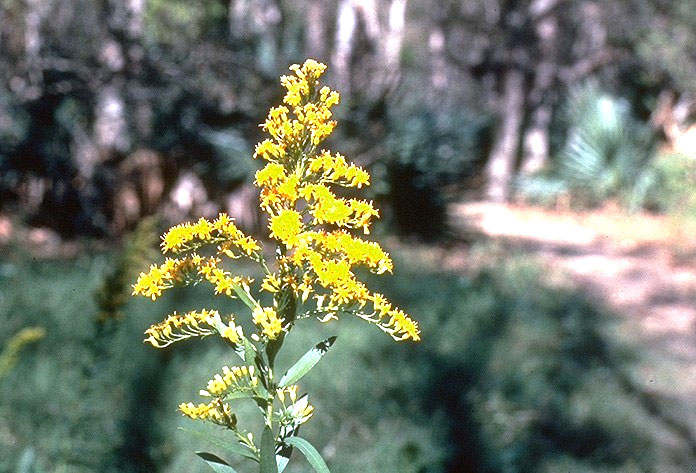
Blütenstand von Solidago rigida

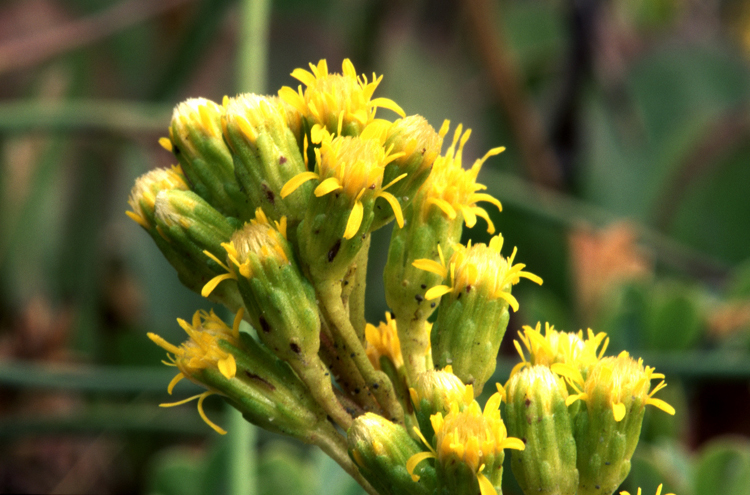
Blütenkörbchen im Blütenstand von Solidago simplex

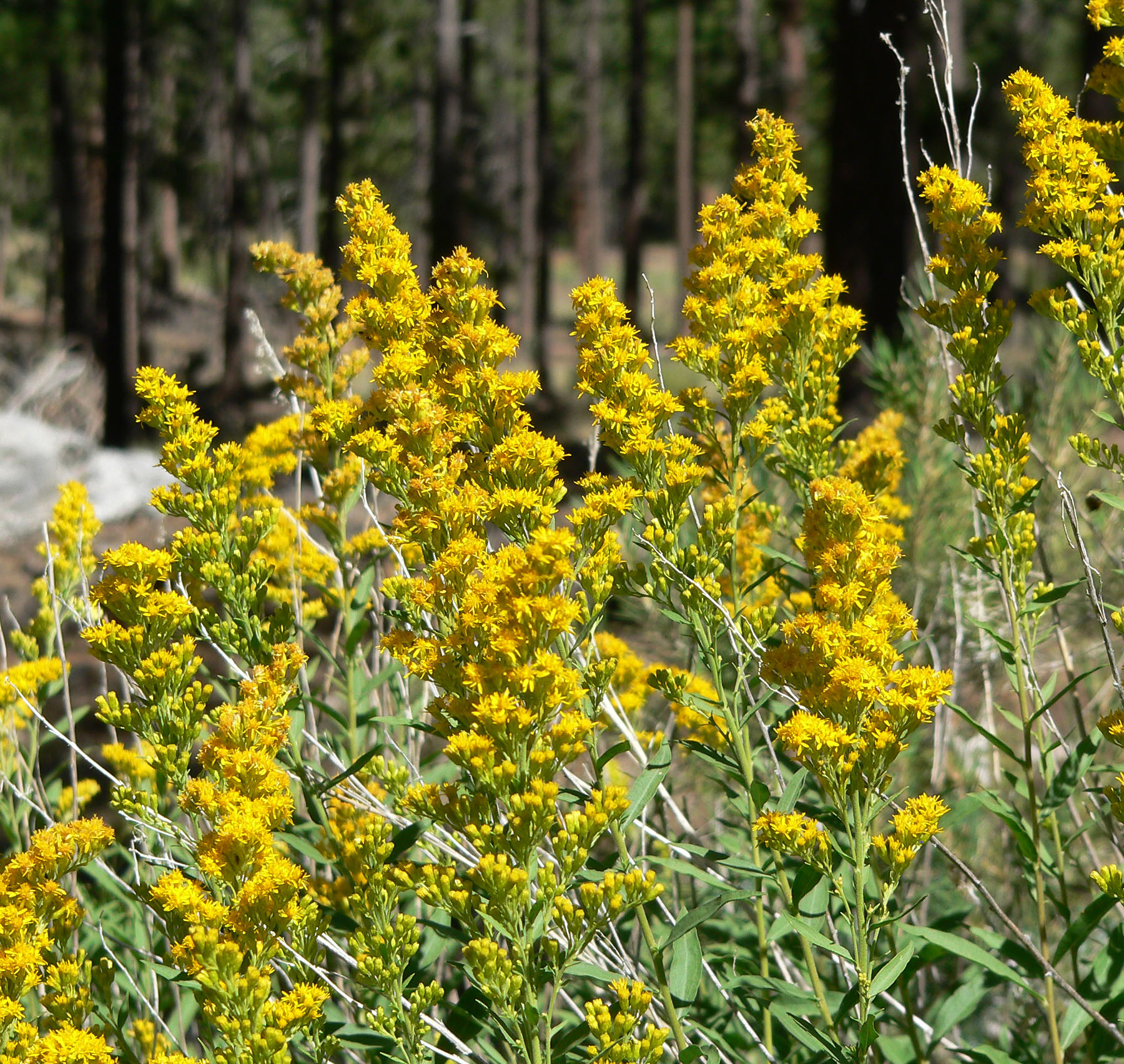
Blütenstände von Solidago velutina subsp. sparsiflora

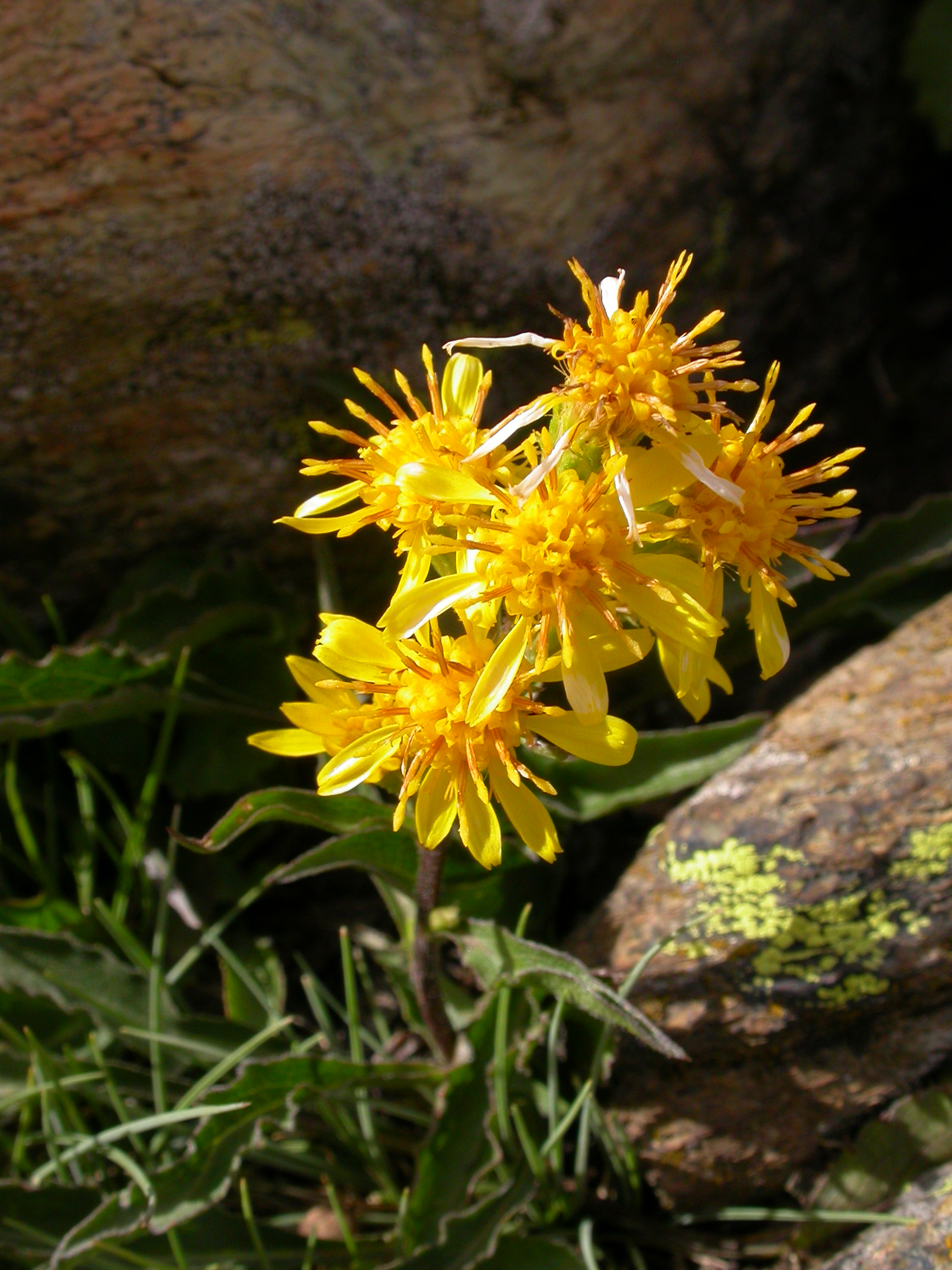
Blütenkörbchen mit Blüten im Blütenstand von Solidago virgaurea subsp. minuta

Die Gattung Solidago wurde durch Carl von Linné aufgestellt. Synonyme für Solidago L. sind: Actipsis Raf., Aster L. subg. Solidago (L.) Kuntze, Leioligo Rafinesque, Oligoneuron Small, Brachychaeta Torr. & A.Gray.
Solidago-Arten sind hauptsächlich in Nordamerika verbreitet. Wenige Arten haben ihre Heimat in Südamerika (vier) und einige in Eurasien (sechs bis zehn).
Einige Arten wurden vor etwa 250 Jahren in Europa eingeführt (Neophyten). In Mitteleuropa gedeihen sie vor allem auf Wiesen und Weiden und entlang von Straßen und Bächen. In Mitteleuropa ist nur die Gewöhnliche Goldrute (Solidago virgaurea L.) einheimisch. Verbreitet eingebürgert sind die Kanadische Goldrute (Solidago canadensis L.) und die Riesen-Goldrute (Solidago gigantea Ait. var. serotina (Kuntze) Cronquist).
Gartenexperimentelle und zytologische Studien belegen, dass sich Kanadische und Riesen-Goldrute nach ihrer Einführung in Europa rasch entlang eines Breitengrad-Gradienten differenziert haben: Nördliche Populationen bleiben am selben Standort kleiner und blühen deutlich früher als südliche Herkünfte, was als schnelle adaptive Evolution innerhalb von rund 250 Jahren interpretiert wird.
Bioklimatische Modellierungen weisen darauf hin, dass das potenzielle Verbreitungsgebiet der eingeführten Arten S. altissima, S. gigantea und S. graminifolia in Europa die derzeitigen Areale weit übertrifft und klimatisch geeignete Habitate bis Südosteuropa, Skandinavien und den Nahen Osten einschließt.
Zur Gattung Solidago gehören etwa 100 Arten:
- Solidago albopilosa E.L.Braun: Sie kommt in Kentucky nur in Menifee, Powell sowie Wolfe County vor.[4]
- Solidago altiplanities C.& J.Taylor: Sie kommt in Oklahoma und in Texas vor.[7]
- Solidago altissima L.: Sie ist in Nordamerika weitverbreitet.[7]
- Solidago arguta Ait.: Sie ist in Nordamerika weitverbreitet.[7]
- Solidago auriculata Shuttlw. ex Blake: Sie ist in den südlichen Vereinigten Staaten weitverbreitet.[7]
- Solidago ×beaudryi Boivin
- Solidago bicolor L.: Sie ist in Nordamerika weitverbreitet.[7]
- Solidago boottii Hook.: Die Heimat sind die USA.[7]
- Solidago brachyphylla Chapman: Sie ist in Nordamerika weitverbreitet.[7]
- Solidago buckleyi Torr. & Gray: Sie kommt in Arkansas, Illinois, Indiana, Kentucky und Missouri verbreitet.[7]
- Solidago caesia L.: Sie ist in Nordamerika weitverbreitet.[7]
- Kanadische Goldrute (Solidago canadensis L.): Sie stammt aus Nordamerika[7] und ist in Mitteleuropa ein Neophyt.
- Solidago ×erskinei Boivin
- Solidago fistulosa P.Mill.: Sie ist in den Vereinigten Staaten weitverbreitet.[7]
- Solidago flexicaulis L.: Sie ist in Kanada und in den Vereinigten Staaten weitverbreitet.[7]
- Solidago gattingeri Chapman: Sie kommt in Arkansas, Missouri und Tennessee vor.[7]
- Späte Goldrute (Solidago gigantea Ait.). Darunter:
  - Riesen-Goldrute (Solidago gigantea var. serotina (Kuntze) Cronquist): Sie stammt aus Nordamerika[7] und ist in Mitteleuropa ein Neophyt.
- Solidago glomerata Michx.: Sie kommt in North Carolina und in Tennessee vor.[7]
- Solidago guiradonis Gray: Sie kommt in Kalifornien vor.[7]
- Solidago hispida Muhl. ex Willd.: Sie ist in Kanada und in den Vereinigten Staaten weitverbreitet.[7]
- Solidago juliae Nesom: Sie kommt in Texas und Mexiko vor.[7]
- Solidago juncea Ait.: Sie ist in Nordamerika weitverbreitet.[7]
- Solidago latissimifolia P.Mill.: Sie kommt in den Vereinigten Staaten vor.[7]
- Solidago leavenworthii Torr. & Gray: Sie ist in den südöstlichen US-Bundesstaaten Alabama, Florida, Georgia, North Carolina sowie South Carolina verbreitet.[7]
- Solidago ludoviciana (Gray) Small: Sie kommt in Arkansas, Louisiana und Texas vor.[7]
- Solidago ×lutea (M.L.Green) Brouillet & Semple
- Solidago macrophylla Pursh: Sie kommt in Kanada und in den nordöstlichen Vereinigten Staaten vor.[7]
- Solidago missouriensis Nutt.: Sie ist in Nordamerika bis ins nördliche Mexiko verbreitet.[4][7]
- Solidago mollis Bartl.: Sie ist in Nordamerika weitverbreitet.[7]
- Solidago multiradiata Ait.: Sie ist in Nordamerika weitverbreitet.[7]
- Solidago nana Nutt.: Sie ist in den westlichen und südlichen US-Bundesstaaten Colorado, Idaho, Montana, New Mexico, Arizona, Nevada sowie Utah verbreitet.[7]
- Solidago nemoralis Ait.: Sie ist in Nordamerika weitverbreitet.[7]
- Solidago odora Ait.: Sie ist von den USA bis Mexiko verbreitet.[7]
- Solidago ouachitensis C.& J.Taylor: Die Heimat ist nur Oklahoma und Arkansas.[7]
- Solidago patula Muhl. ex Willd.: Sie ist in den USA weitverbreitet.[7]
- Solidago petiolaris Ait.: Sie ist in den Vereinigten Staaten und im nördlichen Mexiko verbreitet.[7]
- Solidago pinetorum Small: Sie kommt in North Carolina, South Carolina und in Virginia vor.[7]
- Solidago plumosa Small: Sie kommt in North Carolina vor.[7]
- Solidago puberula Nutt.: Sie kommt in zwei Unterarten im östlichen Nordamerika vor.[7]
- Solidago pulchra Small: Sie kommt in North Carolina vor.[7]
- Solidago radula Nutt.: Sie kommt in Arkansas, Georgia, Illinois, Kansas, Kentucky, Louisiana, Missouri, North Carolina, South Carolina, Oklahoma und Texas vor.[7]
- Solidago ×raymondii Rouss.
- Solidago roanensis Porter: Sie kommt in Alabama, Georgia, Maryland, North Carolina, South Carolina, Tennessee, Virginia und in West Virginia vor.[7]
- Solidago rugosa P.Mill.: Sie kommt in zwei Unterarten und fünf Varietäten im östlichen Nordamerika weitverbreitet vor.[7]
- Solidago rupestris Raf.: Sie kommt in Indiana, Kentucky, Maryland, Pennsylvania, Tennessee und Virginia vor.[7]
- Solidago sciaphila Steele: Sie kommt in Illinois, Iowa, Minnesota und Wisconsin vor.[7]
- Solidago sempervirens L.: Sie ist in Nordamerika von Kanada über die USA bis Mexiko und auf den Bahamas verbreitet.[7]
- Solidago shortii Torr. & Gray: Die Heimat ist nur Indiana und Kentucky.[7]
- Solidago simplex Kunth: Sie ist in zwei Unterarten und sieben Varietäten in Nordamerika weitverbreitet.[4][7]
- Solidago speciosa Nutt.: Sie ist in Nordamerika weitverbreitet.[7]
- Solidago spectabilis (D.C.Eat.) Gray: Sie ist in den westlichen US-Bundesstaaten Idaho, Oregon, nordwestliches Arizona, Kalifornien, Nevada sowie Utah verbreitet.[7]
- Solidago sphacelata Raf.: Sie kommt in Alabama, Georgia, Illinois, Indiana, Kentucky, Mississippi, North Carolina, Ohio, Tennessee, Virginia und West Virginia vor.[7]
- Solidago spithamea M.A.Curtis: Die Heimat ist nur North Carolina und Tennessee.[7]
- Solidago squarrosa Nutt.: Sie ist in Nordamerika weitverbreitet.[7]
- Solidago stricta Ait.: Sie kommt in zwei Unterarten in Nordamerika, Mexiko, Belize und Guatemala vor.[7]
- Solidago tortifolia Ell.: Sie kommt in  Alabama, Arkansas, Florida, Georgia, Louisiana, Mississippi, North Carolina, South Carolina, Texas und Virginia vor.[7]
- Solidago uliginosa Nutt.: Sie ist in Kanada und in den Vereinigten Staaten weitverbreitet.[7]
- Solidago ×ulmicaesia Friesner: Diese Hybride kommt in Indiana vor.[8]
- Solidago ulmifolia Muhl.: Sie ist in zwei Varietäten in Nordamerika weitverbreitet.[7]
- Solidago velutina DC.: Sie ist von den USA bis Mexiko verbreitet.[7]
- Solidago verna M.A.Curtis: Die Heimat ist nur North Carolina und South Carolina.[7]
- Gewöhnliche Goldrute (Solidago virgaurea L.): Sie gedeiht in trockenen Wäldern und Gebüschen von der arktischen bis zur nördlichen subtropischen Zone Eurasiens.
- Solidago wrightii Gray: Sie ist von den USA bis Mexiko verbreitet.[4][7]

Nicht mehr zur Gattung gehört:
- Ausgegliedert wurde die Gattung Chrysoma Nuttall mit der einzigen Art:
  - Chrysoma pauciflosculosa (Michaux) Greene (Syn.: Solidago pauciflosculosa Michaux)[9][10]
- Ausgegliedert wurde die Gattung Euthamia (Nuttall) Cass. mit fünf Arten:
  - Euthamia caroliniana (L.) Greene ex Porter & Britton (Syn.: Erigeron carolinianus L., Euthamia galetorum Greene, Euthamia media Greene, Euthamia microcephala Greene, Euthamia microphylla Greene, Euthamia remota Greene, Euthamia tenuifolia (Pursh) Nuttall, Solidago lanceolata L. var. minor Michaux, Solidago moseleyi Fernald, Solidago tenuifolia Pursh, Solidago tenuifolia var. pycnocephala Fernald)[11]
  - Grasblättrige Goldrute (Euthamia graminifolia (L.) Nuttall, Syn.: Chrysocoma graminifolia L., Euthamia fastigiata Bush, Euthamia floribunda Greene, Euthamia graminifolia var. major (Michaux) Moldenke, Euthamia graminifolia var. nuttallii (Greene) Sieren, Euthamia hirtipes (Fernald) Sieren, Solidago camporum var. tricostata Lunell, Solidago graminifolia (L.) Salisbury, Solidago hirtipes Fernald, Solidago lanceolata L.), Neophyt aus Nordamerika, der eine Wuchshöhe von 50 bis 80 Zentimetern erreicht.[12]
  - Euthamia gymnospermoides Greene: Sie ist in Nordamerika weitverbreitet.[4]
  - Euthamia leptocephala (Torrey & A.Gray) Greene ex Porter & Britton: Sie ist in den USA verbreitet.[4]
  - Euthamia occidentalis Nuttall: Sie ist von Kanada über die USA bis Mexiko verbreitet.[4]
- Ausgegliedert wurde die Gattung Petradoria Greene mit der einzigen Art:
  - Petradoria pumila (Nuttall) Greene: Die zwei Varietäten sind in den US-Bundesstaaten Colorado, Idaho, Wyoming, New Mexico, Arizona, Kalifornien, Nevada sowie Utah verbreitet.[13]

## Nutzung und Sonstiges
Wirksamkeitsbestimmende Inhaltsstoffe sind Flavonoide, Saponine, Phenylglykoside, Gerbstoffe sowie ätherisches Öl. Als Leitsubstanzen gelten Leiocarposid und Virgaureosid. Seit Mitte des 20. Jahrhunderts wird auch das Kraut der Riesengoldrute (Solidaginis giganteae herba) eingesetzt, es ist jedoch klinisch weniger erforscht.
Bei mittelalterlichen Texten wie der Physica von Hildegard von Bingen muss beachtet werden, dass damals mit Solidago der Beinwell gemeint war.
Aus Stängeln und Blättern kann ein Farbstoff gewonnen werden, je nach Konzentration und Beize erhält man goldene bis braunrote Färbungen.
In Deutschland und der Schweiz sind einzelne Goldruten als Neophyten eher ungeliebt, da sie heimische Pflanzenarten zu verdrängen drohen.
Die Goldrute ist die „Nationalblume“ der US-Bundesstaaten Nebraska (seit dem 4. April 1895) und Kentucky (seit dem 16. März 1926).
In der Überlieferung des Christentums gilt die gelbblütige Goldrute wegen ihrer medizinischen Bedeutung als „Laurenzilorbeer“ in Erinnerung an den Heiligen Laurentius von Rom.
Goldruten stehen im Verdacht, allergische Reaktionen wie Heuschnupfen auszulösen. Die Bestäubung erfolgt hauptsächlich durch Insekten.
Verschiedene Schmetterlings-Larven nutzen Goldruten als Futterpflanze.
In ihrem Ursprungsgebiet Nordamerika gilt S. canadensis als bedeutendes Unkraut auf Brach- und Nurserystandorten sowie in wenig beweideten Weiden, da sie dichte Rhizompolster bildet und über massenhaften Samenflug schnell neue Flächen kolonisiert.